# Katarzyna Dzieduszycka-Herbert
Katarzyna Maria Dzieduszycka-Herbert (ur. 23 listopada 1929 w Zarzeczu w województwie lwowskim, zm. 15 lutego 2025) – polska tłumaczka i działaczka kulturalna. Żona poety Zbigniewa Herberta i popularyzatorka jego twórczości.

## Życiorys
Córka Włodzimierza Dzieduszyckiego i jego żony Wandy, siostra Teresy Dzieduszyckiej. W 1944 – po aresztowaniu części członków rodziny, w tym ojca – została wysiedlona z rodzinnej miejscowości. Pod koniec lat 40. zamieszkała w Warszawie. Była m.in. pracownikiem fizycznym, w 1956 zatrudniona jako asystentka dyrektora w Stowarzyszeniu Polskich Artystów Muzyków. W 1961 wyjechała do Paryża, pracowała m.in. jako pomoc w opiece nad chorymi. W 1963 została zatrudniona w jednym z wydawnictw. Kształciła się w zakresie romanistyki na Sorbonie, zajmowała się także tłumaczeniami z języka francuskiego.
29 marca 1968 zawarła w Paryżu związek małżeński ze Zbigniewem Herbertem, którego poznała w 1956. Do Polski na stałe powrócili w 1992. Po śmierci męża w 1998 zajęła się działaniami na rzecz upowszechniania jego twórczości. W 2010 założyła Fundację im. Zbigniewa Herberta. W 2013 z jej inicjatywy powstała Międzynarodowa Nagroda Literacka im. Zbigniewa Herberta.

## Odznaczenia
W 2014, za wybitne zasługi dla kultury narodowej, za promowanie twórczości literackiej, została odznaczona Krzyżem Kawalerskim Orderu Odrodzenia Polski.